# Anders Kraupp
Anders Kraupp, född 3 september 1959 i Stockholm, är en svensk curlingspelare. Han var reserv i Peja Lindholms lag i internationella sammanhang, dvs vid VM, EM och OS.
Kraupp deltog med Lag Lindholm i OS i Salt Lake City 2002, och i OS i Turin 2006. Med ett annat lag, där han var skipper, representerade han Sverige i VM 2009. Sonen Sebastian Kraupp deltog i OS 2010 och tog ett brons i OS 2014.